# SIE London Studio
A London Studio a Sony Computer Entertainment egyik belsős videójáték-fejlesztője, amelynek székhelye Londonban található. Az 1993-ban alapított vállalat a Sony Computer Entertainment Europe legnagyobb belsős fejlesztőstúdiója, munkatársai egy erre a célra kialakított hétemeletes épületben dolgoznak London Soho negyedében. A fejlesztési csapat részét képezi a Team Soho (a The Getaway alkotói), az EyeToy-ért felelős kutatási és fejlesztési részleg és számos kisebb kutatási és fejlesztési csoport, amelyek PlayStation játékok elkészítésébe segítenek be, valamint azok fejlesztését elősegítő eszközöket is készítenek. A SCE London Studio a Sony Computer Entertainment Worldwide Studios részeként működik.

## Játékai
| Cím                          | Megjelenés | Platform(ok)                        |
| ---------------------------- | ---------- | ----------------------------------- |
| NBA Shootout ’96             |            | PlayStation                         |
| Blast Radius                 |            | PlayStation                         |
| NBA Shootout ’97             |            | PlayStation                         |
| Porsche Challenge            | 1997       | PlayStation                         |
| Turbo Prop Racing            | 1998       | PlayStation                         |
| This Is Football             | 1999       | PlayStation                         |
| Kingsley’s Adventure         | 1999       | PlayStation                         |
| This Is Football 2           | 2000       | PlayStation                         |
| Team Buddies                 | 2000       | PlayStation                         |
| This Is Football 2002        | 2001       | PlayStation 2                       |
| This Is Football 2003        | 2002       | PlayStation 2                       |
| Dropship: United Peace Force | 2002       | PlayStation 2                       |
| Hardware: Online Arena       | 2002       | PlayStation 2                       |
| This Is Football 2004        | 2003       | PlayStation 2                       |
| EyeToy: Play                 | 2003       | PlayStation 2                       |
| This Is Football 2005        | 2004       | PlayStation 2                       |
| EyeToy: Groove               | 2004       | PlayStation 2                       |
| SingStar                     | 2004       | PlayStation 2                       |
| The Getaway: Black Monday    | 2004       | PlayStation 2                       |
| SingStar Party               | 2004       | PlayStation 2                       |
| EyeToy: Chat                 | 2005       | PlayStation 2                       |
| World Tour Soccer            | 2005       | PlayStation Portable                |
| SingStar Pop                 | 2005       | PlayStation 2                       |
| EyeToy: Play 2               | 2005       | PlayStation 2                       |
| Fired Up                     | 2005       | PlayStation Portable                |
| EyeToy: Play 3               | 2005       | PlayStation 2                       |
| SingStar ’80s                | 2005       | PlayStation 2                       |
| EyeToy: Kinetic              | 2005       | PlayStation 2                       |
| EyeToy: Operation Spy        | 2005       | PlayStation 2                       |
| EyeToy: Kinetic Combat       | 2006       | PlayStation 2                       |
| EyeToy: Play Sports          | 2006       | PlayStation 2                       |
| SingStar Rocks!              | 2006       | PlayStation 2                       |
| SingStar Anthems             | 2006       | PlayStation 2                       |
| Gangs of London              | 2006       | PlayStation Portable                |
| SingStar Legends             | 2006       | PlayStation 2                       |
| World Tour Soccer 2          | 2006       | PlayStation Portable                |
| SingStar Pop Hits            | 2007       | PlayStation 2                       |
| SingStar ’90s                | 2007       | PlayStation 2                       |
| SingStar Amped               | 2007       | PlayStation 2                       |
| SingStar Rock Ballads        | 2007       | PlayStation 2                       |
| Aqua Vita                    | 2007       | PlayStation 3                       |
| SingStar R&B                 | 2007       | PlayStation 2                       |
| Beats                        | 2007       | PlayStation Portable                |
| SingStar                     | 2007       | PlayStation 3                       |
| SingStar Summer Party        | 2008       | PlayStation 2                       |
| SingStar Vol. 2              | 2008       | PlayStation 3                       |
| SingStar ABBA                | 2008       | PlayStation 2, PlayStation 3        |
| SingStar Vol. 3              | 2008       | PlayStation 3                       |
| PlayStation Home             | 2008       | PlayStation 3                       |
| SingStar Queen               | 2009       | PlayStation 3                       |
| SingStar Pop Edition         | 2009       | PlayStation 3                       |
| SingStar Motown              | 2009       | PlayStation 3                       |
| Eyepet                       | 2009       | PlayStation 3, PlayStation Portable |
| SingStar Take That           | 2009       | PlayStation 3                       |
| SingStar Guitar              | 2010       | PlayStation 3                       |
| SingStar Dance               | 2010       | PlayStation 3                       |
| DanceStar Party              | 2011       | PlayStation 3                       |
| EyePet & Friends             | 2011       | PlayStation 3                       |
| DanceStar Party Hits         | 2012       | PlayStation 3                       |
| Wonderbook                   | 2012       | PlayStation 3                       |
| The Playroom                 | 2013       | PlayStation 4                       |
| SingStar: Ultimate Party     | 2014       | PlayStation 3, PlayStation 4        |
| PlayStation VR Worlds        | 2016       | PlayStation VR                      |

### Törölt játékaik
- Eight Days (PlayStation 3)[3]
- The Getaway 3 (PlayStation 3)[3]